# ایان باراکلو
ایان باراکلو (انگلیسی: Ian Baraclough؛ زادهٔ ۴ دسامبر ۱۹۷۰) بازیکن فوتبال اهل بریتانیا است.
از باشگاه‌هایی که در آن بازی کرده‌است می‌توان به باشگاه فوتبال منزفیلد تاون، باشگاه فوتبال کویینز پارک رنجرز، باشگاه فوتبال اسکانتورپ یونایتد، باشگاه فوتبال لینکولن سیتی، باشگاه فوتبال ویگان اتلتیک، باشگاه فوتبال گریمزبی تاون، باشگاه فوتبال نوتس کانتی، و باشگاه فوتبال لستر سیتی اشاره کرد.